# Plano sonoro
El plano sonoro es un plano especial de narración. Determina la situación, ya sea temporal, física o de intención de los distintos sonidos.

## Tipos
Hay 4 tipos de planos sonoros:Los planos sonoros son una técnica utilizada en la edición y mezcla de sonido en producciones audiovisuales, como películas, series y documentales. Se refiere a la organización y disposición de los diferentes elementos sonoros en una escena, como diálogos, efectos de sonido, música y ambientes, para crear una experiencia auditiva coherente y emocionante.
Los planos sonoros se clasifican en:j
1. Plano sonoro cercano: Se enfoca en los sonidos próximos al oyente, como diálogos y efectos de sonido cercanos.
2. Plano sonoro medio: Combina sonidos cercanos y lejanos, creando una sensación de profundidad.
3. Plano sonoro lejano: Se enfoca en sonidos distantes, como ambientes y efectos de sonido lejanos.
4. Plano sonoro general: Combina todos los sonidos de una escena, creando una experiencia auditiva global.
El objetivo de los planos sonoros es:
- Crear una inmersión sensorial en la escena
- Guiar la atención del oyente
- Realzar la emoción y tensión en la narrativa
- Proporcionar información adicional sobre la acción
Los planos sonoros son una herramienta fundamental en la creación de una experiencia auditiva convincente y emocionante en producciones audiovisuales.

### Planos espaciales de narración
Denotan el lugar donde se produce la acción y los cambios que la afectan. Por ejemplo, que se oiga el viento indica que es un sonido captado en exteriores, el piar de los pájaros, puede situarnos ante una imagen sonora campestre, etc. 

### Planos temporales de narración
Un sonido puede situar una determinada acción en el tiempo (pasado, presente, futuro), incluso, intemporalidad (tiempo no definido) y atemporalidad (fuera del tiempo). Por ejemplo, en las ambientaciones futuristas casi siempre se reccurre a músicas y efectos sonoros electrónicos.

### Planos de intención
Como su propio nombre señala, encierran una intencionalidad concreta, es decir, quiere remarcar algo. Los planos de intención, normalmente, suelen situar al oyente ante una introspección:incursión en el sueño o la fantasía, etc. Por ejemplo, en muchos dramáticos (en la época en que aún no había televisión y la gente estaba enganchada a la radionovela), para indicar que un determinado personaje se sumergía en una recreación onírica; se utilizaba un desvanecimento del sonido y algún efecto (unas campanillas o un cascabel). Cuando el sueño había terminado, el sonido volvía a desvanecerse y se escuchaba al personaje/actor desperezarse.

### Planos de presencia
Indican la distancia aparente (cercanía o lejanía) del sonido con respecto al oyente, situando a este en lo que llamamos plano principal. La distancia "supuesta" entre la  fuente sonora y el oyente se establecen cuatro escalones:
Primer plano: es aquel plano sonoro de presencia que sitúa, en profundidad sobre un plano imaginario, a la fuente sonora junto al oyente, es decir, en el plano principal. Algunos autores también lo llaman plano íntimo o primerísimo plano para expresar su fuerza dramática.
Plano medio o normal: es aquel plano sonoro de presencia que sitúa, en profundidad sobre un plano imaginario, a la fuente sonora a una distancia prudente de la oyente. De modo, que el sonido resultante, se percibirá como cercano al oyente. Es decir, la fuente está cercana al plano principal, aunque no en él, como en el primer plano.
Plano lejano o general: Sitúa a la fuente sonora a cierta distancia del oyente, creando por tanto, gran sensación de profundidad.
Plano de fondo o segundo plano: Es un plano sonoro de presencia generado por varios sonidos, distribuidos de modo que unos suenan siempre en la lejanía, con respecto a otros situados en primer término, por ello, se llama también plano de fondo. El segundo plano acentúa la sensación de profundidad con respecto al plano general.
- Datos: Q9060481